# Massacre de Mountain Meadows
O Massacre de Mountain Meadows (também chamado, em Português, de Massacre dos Montes Meadows) foi um massacre em massa em Mountain Meadows, território do Utah, por um grupo mórmon e nativos indígenas da tribo dos paiutes em 11 de setembro de 1857. O incidente iniciou em um ataque, e rapidamente se transformou em um cerco, e culminou no assassinato de emigrantes. Todos os emigrantes, exceto crianças e adolescentes até os dezessete anos, foram mortos. Após o massacre, os corpos das vítimas foram deixados no local, até entrarem em decomposição, e as crianças e adolescentes sobreviventes foram adotados por famílias locais.
O local foi designado, em 23 de junho de 2011, um distrito do Registro Nacional de Lugares Históricos, bem como, na mesma data, um Marco Histórico Nacional.
Estima-se que 120 pessoas foram mortas no massacre.

## História
Em 11 de setembro de 1857, um grupo de viajantes atravessava o estado de Utah, em direção à Califórnia. Ao pararem no território de Utah, para descansarem e comprarem mais provisões, não se deram conta que estavam em meio à uma quase guerra civil entre este estado e o país.Como consequência, todos foram cruelmente massacrados pelos mórmons, mesmo após entregarem todas as armas como sinal de confiança.
Alguns dados:
- 120 homens e crianças foram executadas a sangue-frio (tiros dados à queima-roupa. Alguns foram dados na cabeça ou na nuca.) [carece de fontes?]
- 17 crianças foram poupadas.
- Porém, por mais de 100 anos, a Igreja SUD negou qualquer envolvimento mórmon  no massacre de ‘Moutain Meadows’. [carece de fontes?]
- Durante este período, a igreja culpou os índios Paiútes pelo massacre. [carece de fontes?]
- A reação da Igreja, de acordo com documentos históricos, foi a seguinte:
- George Q. Cannon, então presidente da missão Califórnia respondeu aos relatos iniciais do envolvimento de mórmons acusando os jornalistas de escrever “calúnias imprudentes e malignas” apesar de saberem que os mórmons do sul de Utah não eram “tão inocentes... quanto um feto” como foi publicado. [carece de fontes?]
- O jornal ‘Deseret News’ foi extremamente lento para comentar sobre o massacre. Por alguns meses, o jornal negou qualquer envolvimento mórmon, e então permaneceu em silêncio até 1869, quando voltou a negar envolvimento dos mormons. [carece de fontes?]
- Em 1872, 15 anos após o evento, finalmente Brigham Young excomungou Lee e Haight pelo massacre (informações tiradas do site fairlds.org). [carece de fontes?]
- Mas estas são apenas as reações iniciais quanto ao massacre de ‘Mountain Meadows’.

Para somar a estas reações, 20 anos após o massacre apenas uma pessoa acabou sendo punida (executada) e este foi John D. Lee (foto ao lado) em 1877. [carece de fontes?]
O presidente da igreja Brigham Young foi entrevistado por um repórter e disse que considerava o destino de Lee justo. Ele negou envolvimento pessoal e negou que a doutrina da expiação pelo sangue tivesse contribuído no massacre. Porém afirmou que acreditava na doutrina “e acredito que Lee não expiou por metade de seu grande crime” [carece de fontes?]
- Ao final dos anos 50, o presidente da igreja SUD, David O. Mackay criou um comitê presidido pelo apóstolo Delbert L. Stapley, para investigar o massacre de ‘Mountain Meadows’. [carece de fontes?]

Este comitê recomendou que Mackay restaurasse a associação de John D.Lee. [carece de fontes?]
O presidente Mackay permitiu que um dos netos de John D.Lee fosse batizado em seu favor e então a Igreja restaurou o sacerdócio e a plenitude de associado da Igreja à Lee. (fairlds.org) [carece de fontes?]
- Como é possível observar, a própria Igreja reconheceu que havia utilizado John D.Lee como bode expiatório no final dos anos 50. [carece de fontes?]

Porém, a igreja SUD jamais tornou esta informação pública, porque diante das negações constantes e do distanciamento oficial em relação ao massacre, seria muito embaraçosa essa admissão. [carece de fontes?]
- Em 1940-50 uma mulher chamada Juanita Brooks, uma mórmon devota, começou a fazer pesquisas históricas e, como resultado, escreveu um livro chamado “Mountain Meadows Massacre”. [carece de fontes?]

Neste livro, ela faz um minucioso relato com detalhes históricos sobre o evento do massacre da montanha Meadows. Dentre seus escritos, ela reconhece que: [carece de fontes?]
- mórmons e líderes mórmons locais estavam envolvidos no massacre

- era injusto jogar a culpa pelo massacre nos índios

- após o massacre, ocorreu uma grande operação de encobertar os fatos pelos próximos 20 anos na Igreja em todos os níveis para evitar julgamentos e perseguições.

- John D.Lee foi injustamente utilizado como bode expiatório

- Ela desejava publicar o batismo póstumo e secreto de John D.Lee

As Reações da Igreja em relação à Juanita Brooks: [carece de fontes?]
- foi marginalizada pelos membros locais e liderança

- foi ameaçada de excomunhão pelo Elder Delbert Stapley

- David O.Mackay negou o pedido de excomunhão dizendo “Deixem ela em paz”

Avançando  na história em cerca de 40 anos após este livro, a Igreja SUD, na revista ‘Ensign’ de 2007 escreveu um artigo sobre o massacre de ‘Mountain Meadows’ onde eles reconhecem que: [carece de fontes?]
- mórmons e líderes mórmons locais estavam envolvidos

- que era injusto jogar a culpa no índios

- apenas John D.Lee foi utilizado como bode expiatório e pagou pelo massacre e eles foram até mais adiante, em um comunicado à impressa, Elder Henry B.Eyring diz

“Manifestamos profundo pesar pelo massacre realizado neste vale à 150 anos desta data, e pelos incontáveis e desnecessários sofrimentos passados pelas vítimas, e sucessivamente por seus descendentes até o tempo presente." [carece de fontes?]
“A distinta expressão de pesar nós devemos aos índios Paiute que injustamente suportaram a culpa principal por muito tempo pelo que ocorrido durante o massacre" disse ele. [carece de fontes?]
"Embora a extensão do seu envolvimento é contestado, acredita-se que não teria acontecido sem a orientação e estímulo fornecido pelos líderes da igreja local e os membros." [carece de fontes?]
Élder Henry B. Eyring, Apóstolo da Igreja SUD, 11 de setembro de 2007 - Anúncio da Igreja SUD por ocasião do 150º. Aniversário do Massacre de Mountain Meadows ocorrido em 11 de setembro de 1857. [carece de fontes?]
A igreja não se desculpou com Juanita Brooks. [carece de fontes?]
Mas pelo seu grande mérito, Jeffrey R.Holland, numa transcrição do ‘PBS’ – “The Mormons” disse:
“ [Juanita Brooks] provavelmente ajudou a Igreja a encarar algo que todos nós desejávamos que nunca tivesse acontecido” Jeffrey R.Holland, Apóstolo SUD, Transcrição do PBS – The Mormons - 4 de Março de 2006 [carece de fontes?]
Numa publicação mórmon não-oficial intitulada ‘Sunstone magazine’, o estudioso Levi Peterson é citado dizendo:
“Em tudo isso, Juanita tornou-se algo maior do que simplesmente uma historiadora respeitável. Para vários mórmons que, cedo ou tarde, aceitam a sua interpretação do massacre, ela tem servido como uma dramaturga e uma confessora". [carece de fontes?]
"Ela confrontou-nos com fatos terríveis e decepcionantes, despertou-nos a tristeza e o arrependimento vicário, em seguida, levou-nos a compreensão e perdão aos nossos antepassados errantes". [carece de fontes?]
"Igualmente importante, esta corajosa dona-de-casa tem inspirado e encorajado os não-conformistas e os protestantes de todas os tipos entre os mórmons. Inquestionavelmente, Juanita Brooks permanecerá famosa como uma das grandes campeãs da liberdade de investigação e do debate aberto na história do mormonismo.” Levi Peterson, Sunstone Magazine, Issue 73 [carece de fontes?]
 Claudia Bushman a respeito de Juanita Brooks disse: “Ela sempre manteve a tábua de passar roupas aberta e mantinha uma cesta de roupas sujas próximas a sua escrivaninha. Quando alguém se aproximava, ela começava a passar a roupa, então ninguém saberia o que ela estava escrevendo. Para completar, Juanita viajava de ônibus durante a noite para fazer suas pesquisas em Salt Lake City ou na Biblioteca de Huntington”. [carece de fontes?]